# Rabé de las Calzadas
Rabé de las Calzadas ist ein Ort und eine Gemeinde am Jakobsweg (Camino Francés) im Zentrum der Provinz Burgos der Autonomen Gemeinschaft Kastilien und León in Spanien.

## Lage und Klima
Der Ort Rabé de las Calzadas liegt am Río Úrbel in der Kastilischen Hochebene (meseta) in einer Höhe von ca. 830 m. Die Entfernung zur östlich gelegenen Provinzhauptstadt Burgos beträgt nur knapp 14 km (Fahrtstrecke).  Das Klima ist gemäßigt bis warm; Regen (ca. 570 mm/Jahr) fällt übers Jahr verteilt.

## Bevölkerungsentwicklung
| Jahr      | 1857 | 1900 | 1950 | 2000 | 2018 |
| Einwohner | 380  | 316  | 447  | 172  | 208  |

Die Mechanisierung der Landwirtschaft und die Aufgabe bäuerlicher Kleinbetriebe haben seit den 1950er Jahren zu einem Mangel an Arbeitsplätzen und in der Folge zu einer Abwanderung eines Großteils der Bevölkerung in die Städte geführt (Landflucht). Wegen der Nähe zur Stadt Burgos ist der Einwohnerschwund in den letzten Jahren des 20. Jahrhunderts jedoch zum Stillstand gekommen.

## Wirtschaft
Die Region ist seit Jahrhunderten nahezu ausschließlich von der Feldwirtschaft und der Viehzucht geprägt, wobei die Selbstversorgung im Vordergrund des Wirtschaftens stand. Haltbare oder haltbar gemachte Lebensmittel wie Getreide, Käse, Wurst etc. konnten auf den Märkten in Burgos getauscht oder verkauft werden.

## Geschichte
Keltische oder keltiberische sowie Römische und westgotische Spuren fehlen. Nach der Eroberung der Mitte Spaniens durch den Islam war die Gegend jahrhundertelang weitgehend verlassen und wurde erst nach der Rückeroberung (reconquista) im ausgehenden 9. Jahrhundert wiederbesiedelt (repoblación). In einer Urkunde des Jahres 946 wird Rabé erstmals erwähnt; zu dieser Zeit werden bereits 3 Kirchen erwähnt. In der Nähe entstand eine Burg (castillo). Wie die Orte in der Umgebung dürfte Rabé im 12. Jahrhundert zum Kloster Las Huelgas, später dann zur Grundherrschaft des Erzbistums Burgos gehört haben – genaue Angaben fehlen jedoch.

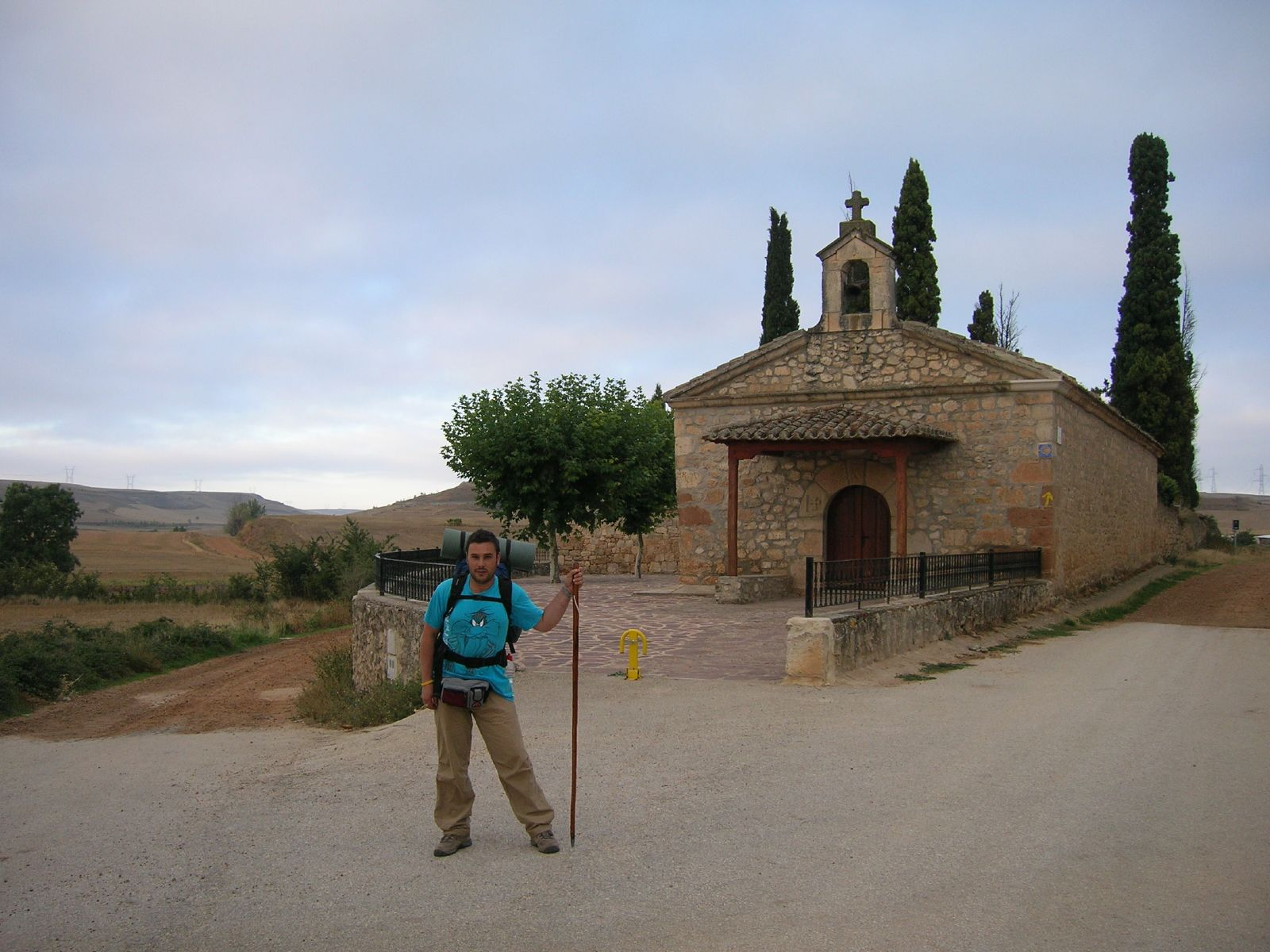
Rabé de las Calzadas – Ermita

## Sehenswürdigkeiten
- Die Ende des 19. Jahrhunderts komplett neuerbaute Iglesia de Santa Marina hat noch ein gotisches Portal aus dem 13. Jahrhundert.[5]
- Die Ermita Nuestra Señora del Monasterio („Unsere liebe Frau vom Kloster“), am Rande des Jakobsweges gelegen, ist ein Bau des 16. Jahrhunderts; sie wurde jedoch im Jahr 1980 komplett restauriert.[6]
- Der Palacio del Conde Villariezo ist auch unter dem Namen Torre Palciega bekannt; er wurde im frühen 17. Jahrhundert errichtet und diente als Adelswohnsitz.
- Gegenüber befindet sich die um das Jahr 1883 errichtete Schule.

## Persönlichkeiten
- Baldemoro Pampliega y Villalobos (1817–?), Chirurg und Augenarzt. Pampliega hatte sich beruflich auf Augenheilkunde und die Behandlung des Grauen Stars spezialisiert. Im Dorf zeichnete er sich durch Großzügigkeit bezüglich gemeinschaftlicher Anliegen aus. Im Jahr 1864 unterstützte er maßgeblich die Sanierung der Pfarrkirche, 1875 die der Ermita. Im Jahr 1883 ließ er die oben erwähnte Schule bauen und unterstützte außerdem den Bau einer Kunst- und Berufsschule (Escuela de Artes y Oficios) in Burgos.